# オオアオノメアラ
オオアオノメアラ（学名：Plectropomus areolatus）は、ハタ科に分類される魚類の一種。成長や成熟が早く、寿命が短い。個体数の減少が続いているため、現在は危急種に分類されており、人間活動の影響を受け続けている。

## 分布と生息地
日本、中国南東部、フィリピン、インドネシア、オーストラリア周辺まで、西太平洋に広く分布しており、東アフリカ付近のインド洋にも分布している。日本では主に沖縄県で見られる。
浅いラグーンや海側のサンゴが豊富な場所、特にサンゴ礁前面の水路に生息する。沿岸の水深1-70mのサンゴ礁や岩礁に生息し、水深200mの大陸棚からの記録もある。

## 形態
全長は約36.65cm、体重は約771.2gに成長するが、全長は最大80cmに達し、雌の方が大型である。背鰭は7-8棘と10-12軟条から、臀鰭は3棘と8軟条から成る。上顎には1-4本の犬歯がある。尾鰭は英名「squaretail (四角い尾)」の通り截形である。体色は多様であり、白みがかった灰色に黒い斑点がある個体や、緑がかった灰色の個体、赤と茶色の個体と様々である。鰭は暗褐色である。

## 生態
行動範囲は狭く、多くの個体が集まる「集合場所」の近くにとどまり、幼魚は半径14.4km以内に分散する。集合場所は互いに比較的近い場所に発生する。調査した32の集合場所のうち、59%が他のハタ類の集合場所と同じ場所で発生し、41%が単独で集合場所を形成していることが判明した。マダラハタやアカマダラハタと共存することが多いが、本種のみで集合する場所もある。本種のみが集まる場所は起伏の少ないサンゴ礁であり、他の種の集合を支えることができないと思われる。
主に魚食性であり、他の魚を捕食する。他のハタと同様に、単独で魚を口の中に吸い込んで狩りをする。

### 繁殖と成長
産卵のピークは1-4月である。産卵は新月と満月の日に行われるため、潮位変動と海流の動きが関連している可能性がある。気温と同様に、特定の月の周期は産卵時期の指標としての信頼性には欠けている。地域的な類似点はあるものの、繁殖期の温度には変化があり、温度は正確な産卵の指標とは言えない。群れは年間を通して毎月発生し、産卵を目的として形成される。体色の変化、闘争、震え、複数の妊娠した雌を見ることができる。産卵の際、雄は単独か小さな群れで縄張りを確立し、雌よりも早く現れる。雌は大きな群れで来ることが多い。
約2.8歳で成熟し、寿命は約10年である。仔魚は孵化後プランクトンとなり、その後幼魚に成長する。雌性先熟の雌雄同体と考えられており、精巣と卵巣を含む可能性のある生殖腺組織が発見されている。研究では448個体のうち、18個体が雌から雄に移行する途中で会った。しかし研究の潜在的な誤りが見つかり、この理論は未解決のままとなった。

## 人との関わり
人間は最大の脅威となっている。食品として非常に人気があり、中国南部で消費されている。魚類としては成熟が遅く寿命も長いため、乱獲されると個体数の回復も難しい。特に産卵場所が狙われる場合、乱獲となる可能性がある。スジアラ属の中では一般的に販売される種の1つである。職人によって漁獲されており、香港では最も人気のある魚種の1つで、高値で取引されている。浅いサンゴ礁域に留まるため、夜間にスピアフィッシングや釣りで狙われる。他の魚よりも集合場所における個体数が多く、体格も大きいため、より一般的に漁獲される。夜間は活動していないことが多いため、スピアフィッシングで容易に漁獲される。特定の場所での個体数の減少は、人間の人口増加や他のサンゴ礁の魚類の減少による漁獲圧の増大に起因することが多い。
ある集落では、夜間のスピアフィッシングにより、数種のハタの群れが経済的に絶滅するほど乱獲された。保護のために販売が制限されており、繁殖期には漁獲が禁止される。1999年から2000年にかけて漁獲量は減少したが、輸入量は依然として持続不可能なほど多かった。保護区に生息する個体であっても、気候変動の影響を受けている。
本種を食べることで、有毒渦鞭毛藻の Gambierdiscus toxicus が産生する毒素によって発生するシガテラ中毒を引き起こすことがある。1997年から2006年にかけて、沖縄で2件の症例が報告された。アニサキスに寄生されていることもある。アニサキスに寄生された個体を調理不足または生で食べると、発熱や腹痛を伴うアニサキス症を引き起こす可能性がある。